# Rainer Tietböhl
Rainer Tietböhl (* 13. April 1952 in Unnode) ist ein deutscher Landwirt und Agrar-Funktionär.

## Leben
Rainer Tietböhl studierte Agrarwissenschaften mit dem Abschluss Agraringenieur. Ab 1973 war er Bereichsleiter in der LPG Tierproduktion Demmin tätig. 1989 wurde er zum Vorsitzenden der LPG (T) Demmin gewählt. Nach der Wende und friedlichen Revolution in der DDR leitete er die Privatisierung der neu entstandenen Landbau Demmin AG. 1994 gründete er die Volksdorfer Milchhof Tietböhl KG in Volksdorf (Nossendorf) und wurde deren Geschäftsführer. Der Betrieb verfügte 2006 über eine landwirtschaftliche Nutzfläche von 765 Hektar und hält 180 Milchkühe.
Seit März 2006 war er Präsident des Bauernverbandes Mecklenburg-Vorpommern; er wurde mehrfach wiedergewählt. Zur Wahl 2016 trat er aus Altersgründen nicht mehr an. Er war Vorsitzender der Fachausschüsse „Agrarrecht“ und „Nachwachsende Rohstoffe“ im Deutschen Bauernverband.
Tietböhl war Stellvertretender Vorsitzender des Landesrundfunkrates Mecklenburg-Vorpommern.
Er ist auch kommunalpolitisch tätig und Mitglied der Stadtvertretung in Demmin. Bei den Kommunalwahlen in Mecklenburg-Vorpommern 2014 und 2019 wurde er in den Kreistag des Landkreises Mecklenburgische Seenplatte gewählt, wo er der SPD-Fraktion angehört. Tietböhl hatte schon dem Kreistag des Landkreises Demmin angehört. Aus dem ersten Kreistag des neuen Großkreises war er nach kurzer Zeit ausgeschieden.